# Arsène Trouvé
Arsène Trouvé, née en 1795 à Paris où elle est morte le 8 mars 1871, est une peintre française.

## Biographie
Jeanne Arsène Trouvé est la fille de Claude Gabriel Trouvé (1768-1847) et de Marie Louise Grenet (1769-1857). Son frère Nicolas Eugène Trouvé est également peintre.
Artiste à la manufacture de Sèvres, elle expose au Salon de 1827 à 1835.
Elle meurt célibataire à son domicile de la rue Vital, à l'âge de 76 ans. Elle est inhumée au cimetière de Passy.

## Œuvres exposées aux Salons parisiens
- Portrait de S. A. R. Madame, duchesse de Berri, au Salon de 1827, porcelaine
- Portrait d'Élisabeth de France, d'après Rubens, au Salon de 1831, porcelaine
- Portrait de M. Eugène et de la belle Féronnière, d'après Léonard de Vinci, au Salon de 1833, porcelaine
- Portrait de Lekain, d'après Lenoir, au Salon de 1833, porcelaine
- Portrait de M. Auber, d'après Mme Haudebourt-Lescot, au Salon de 1833, porcelaine
- Portrait de M. Debureau, au Salon de 1835, porcelaine

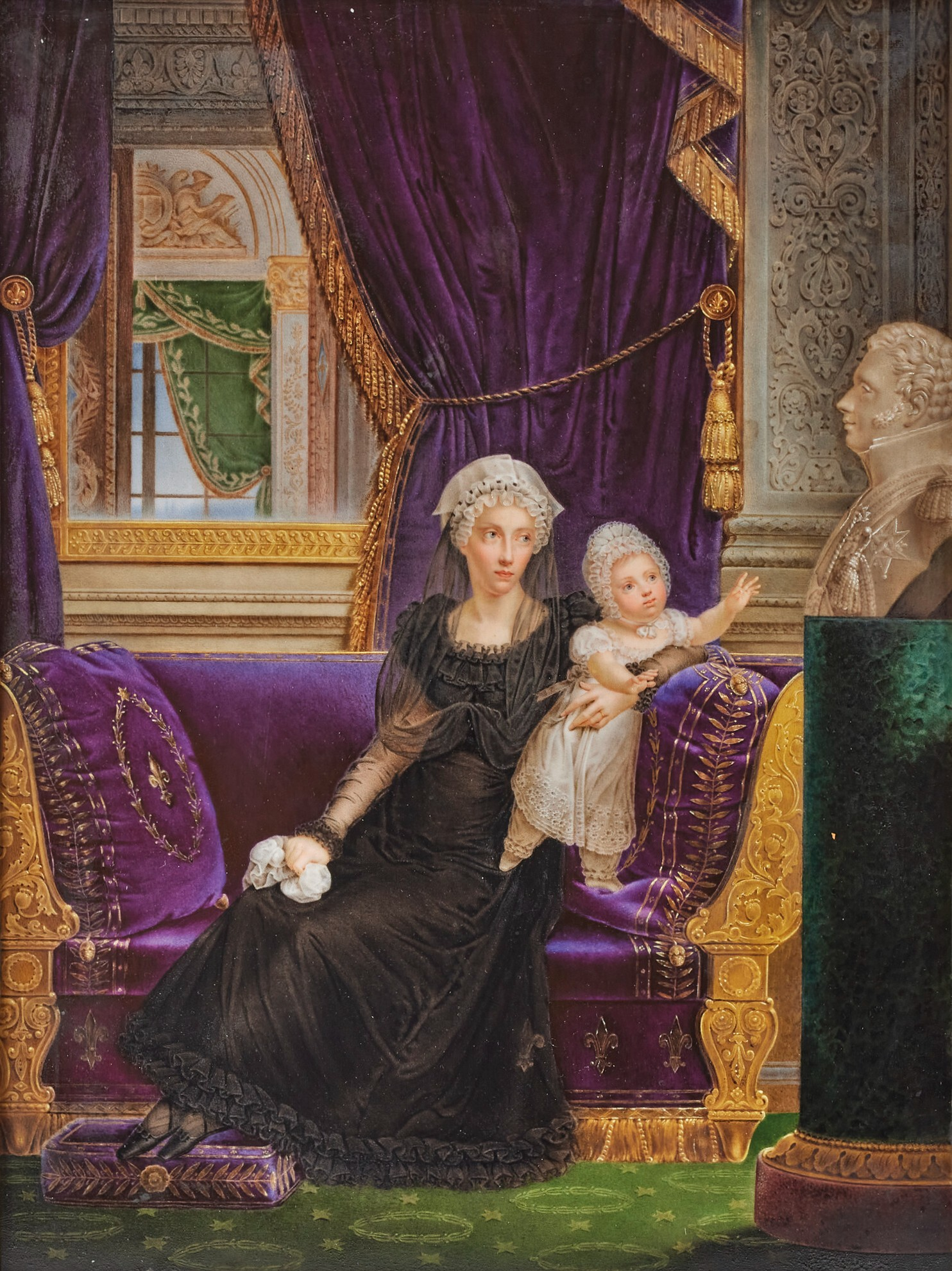
La Duchesse de Berry et sa fille, d'après François-Joseph Kinson, 1826
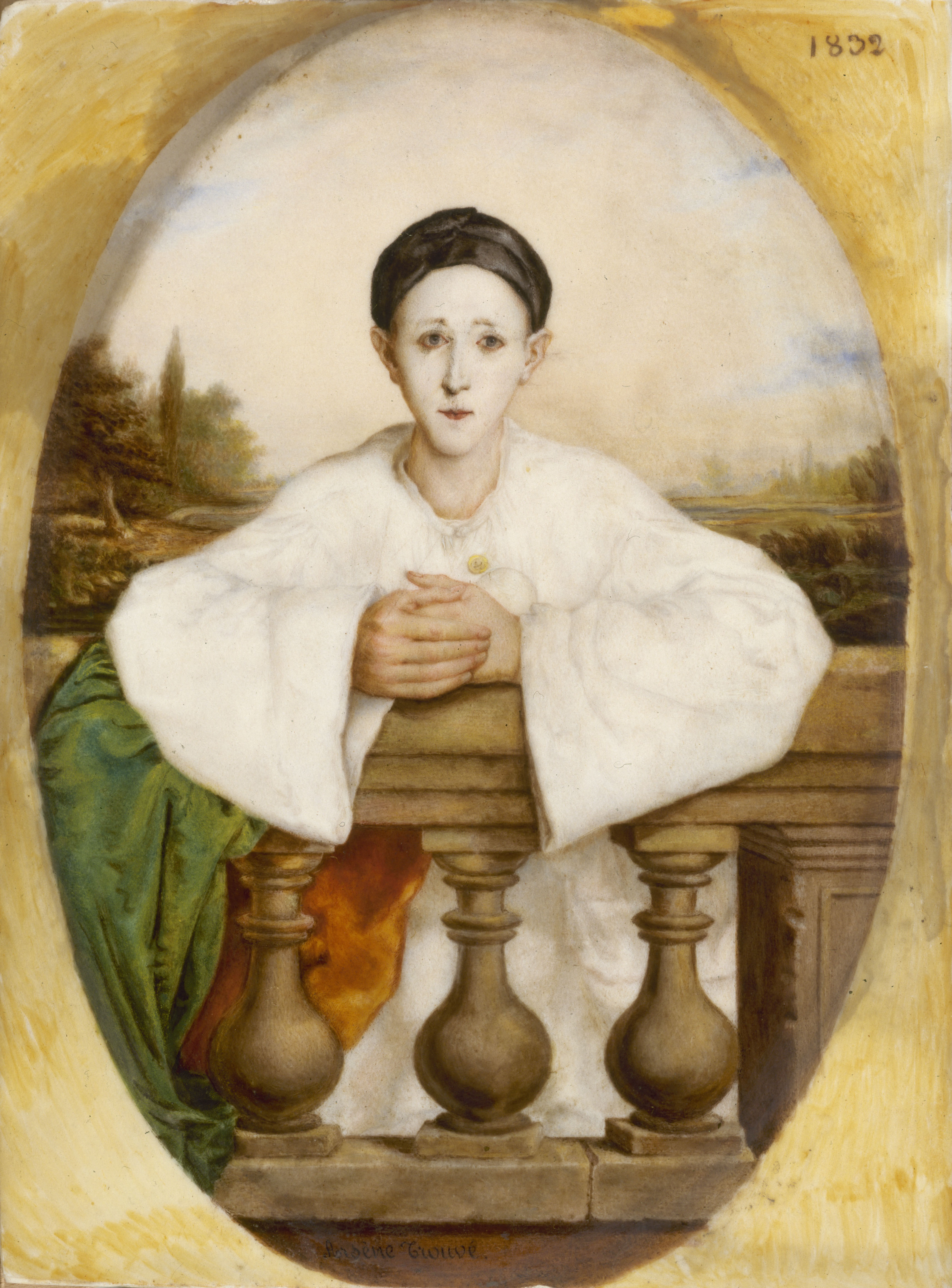
Portrait de Jean-Baptiste Deburau (1796-1846), mime, 1832 (musée Carnavalet)